# Копальні царя Соломона (роман)
«Копальні царя Соломона» (англ. King Solomon's Mines) — пригодницький фентезійний роман англійського письменника Райдера Гаґарда, який започаткував літературний жанр «загубленого світу». В романі розповідається про експедицію відважних мандрівників у нерозвідані області Африки, про зустріч з невідомим племенем, про гідність, честь та обов'язок.
Роман побачив світ у 1885 й одразу здобув величезну популярність. Його автор, Райдер Гаґард, добре знав Південну Африку, де побував під час англо-зулуської війни та першої англо-бурської війни. Образ оповідача в романі, Алана Квотермейна, значно мірою ґрунтується на відомому англійському мисливцеві та досліднику Африки Фредеріку Кортні Селосі.
В романі використана легенда про надзвичайно багаті копальні біблійного царя Соломона. Існує чимало припущень де ці копальні могли б знаходитися насправді, але жодна з них не підтверджена історично.

## Короткий переказ сюжету

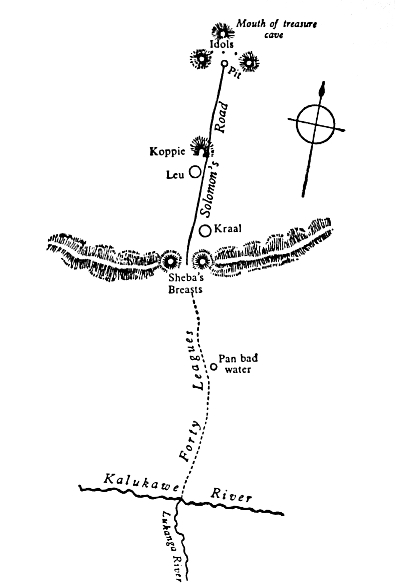
Мапа Аллана Квотермейна

Аллан Квотермейн, південноафриканський мисливець, наймається в експедицію, мета якої відшукати Джорджа Куртіса (в Африці він жив під іменем Невілль), який зник у нерозвіданих глибинах Африки, шукаючи легендарні копальні царя Соломона. Експедицію організував брат Невілля, сер Генрі Куртіс. Квотермейна та Куртіса супроводжує старий друг Куртіса капітан Ґуд і чорношкірі слуги.
Квотермейн має таємничу мапу, що вказує шлях до копалень, хоча ніколи не вважав її чимось серйозним. Він не особливо вірить у те, що йому пощастить повернутися з експедиції живим, але згоджується взяти в ній участь з огляду на те, що вже пережив більшість представників своєї професії, а угода між ним та сером Генрі передбачала забезпечення навчання в Англії сина мисливця.
Завдяки мапі мандрівники зуміли подолати пустелю, ледь не загинувши від спраги, й гори, ледь не замерзши в снігах, й пробратися в долину, де живе народ кукуана, що розмовляє архаїчним діалектом зулу. Держава кукуанів добре організована, у них могутні воїни, а посеред їхньої землі пролягає дорога до копалень царя Соломона. Європейцям вдалося уникнути смерті, оскільки тубільці прийняли капітана Ґуда з його моноклем і вставною щелепою за чарівника.
Ще раз їм пощастило уникнути смерті завдяки знанню про місячне затемнення, а тим часом виявилося, що слуга сера Генрі, Амбопа, насправді є законним королем держави кукуанів — його батька колись повалив теперішній король, жорстокий Твала. Відбувається революція, Амбопа, справжнє ім'я якого Ігнозі, повертає собі владу після жорстокої битви між своїми прихильниками та військами, вірними Твалі. Кульмінація битви — герць між сером Генрі Куртісом, якого Аллан Квотермейн завжди порівнює за статурою із древнім вікінгом, і Твалою.
Після перемоги мандрівники потрапляють в копальні царя Соломона. де знаходять великі багатства, але там на них очікує пастка, організована древньою відьмою Ґаґулою. Мандрівники опиняються замурованими у підземеллі, звідки не знають виходу. Борючись із Ґаґулою, гине чарівна Фулата, місцева дівчина, закохана в капітана Ґуда. Все ж, європейцям пощастило знайти вихід із підземелля, а дорогою назад до цивілізованих країв вони знаходять брата сера Генрі, який застряг в оазі посеред пустелі, скалічивши собі ногу. Мандрівникам навіть пощастило цілком випадково винести з копалень жменьку коштовного каміння, що зробило багатими Аллана Квотермейна, капітана Ґуда й Джорджа Куртіса — сер Генрі від своєї частки відмовився.

## Значення і критика
Райдер Гаґард написав «Копальні царя Соломона», заклавшись із своїм братом на 5 шилінгів, що зможе написати роман хоча б наполовину настільки гарний як «Острів скарбів» Стівенсона. Написав він його швидко, а от видавця шукав півроку — йому відмовляли, оскільки роман для того часу був дуже незвичним. Після публікації книги, вона одразу стала бестселером.
Як на сучасного читача, роман переповнений кліше — квест, загублений світ, використання місячного затемнення для задурення тубільців, скарб, доступ до якого в кінці зникає, невеличка доля скарбу, як несподівана винагорода відважним мандрівникам, герць між головними антагоністами та інше. Усе це можна побачити в сотні варіантів щодня на каналі «Jetix». Однак, Хаггард був серед піонерів пригодницької літератури, на його час усі ці елементи були доволі новими, і роман заклав початок розвитку цілого жанру, який продовжує використовувати запропоновані в ньому прийоми.
Роман не позбавлений властивого для того часу зверхнього ставлення до чорношкірих африканців. Проте, Аллан Квотермейн зазначає, що зустрічав кафрів, які мали більше право називатися джентльменами, ніж дехто з англійських джентльменів. Інгозі, новий вождь кукуанів, спочатку слуга сера Генрі Кертіса, зображений людиною благородною і сповненою гідності. Вони із сером Генрі складають зразкову пару аристократичних осіб у найкращому значенні цього слова. Показовий також роман капітана Ґуда з Фоулатою. Благородний офіцер бажає одружитися з красунею. На думку Квотермейна такий міжрасовий шлюб створив би багато складнощів, хоча він не має жодних заперечень проти самої Фоулати — вродливої і шляхетної дівчини.
Часто зазначають, що «Копальні царя Соломона» написані простою розмовною мовою. Такий висновок зумовлений, передусім, словами оповідача, Аллана Квотермейна — мовляв, я людина проста, краще користуюся рушницею, ніж пером, годі від мене сподіватися літературних красот. Насправді це не так. Аллан Квотермейн пише напрочуд майстерно. Книгу навряд чи можна рекомендувати як літературу для позакласного читання з англійської мови. Мова в ній доволі складна і багата. Однак, при доброму знанні англійської, стиль автора приносить таке ж задоволення, як і фабула.